# Antonio Gionima

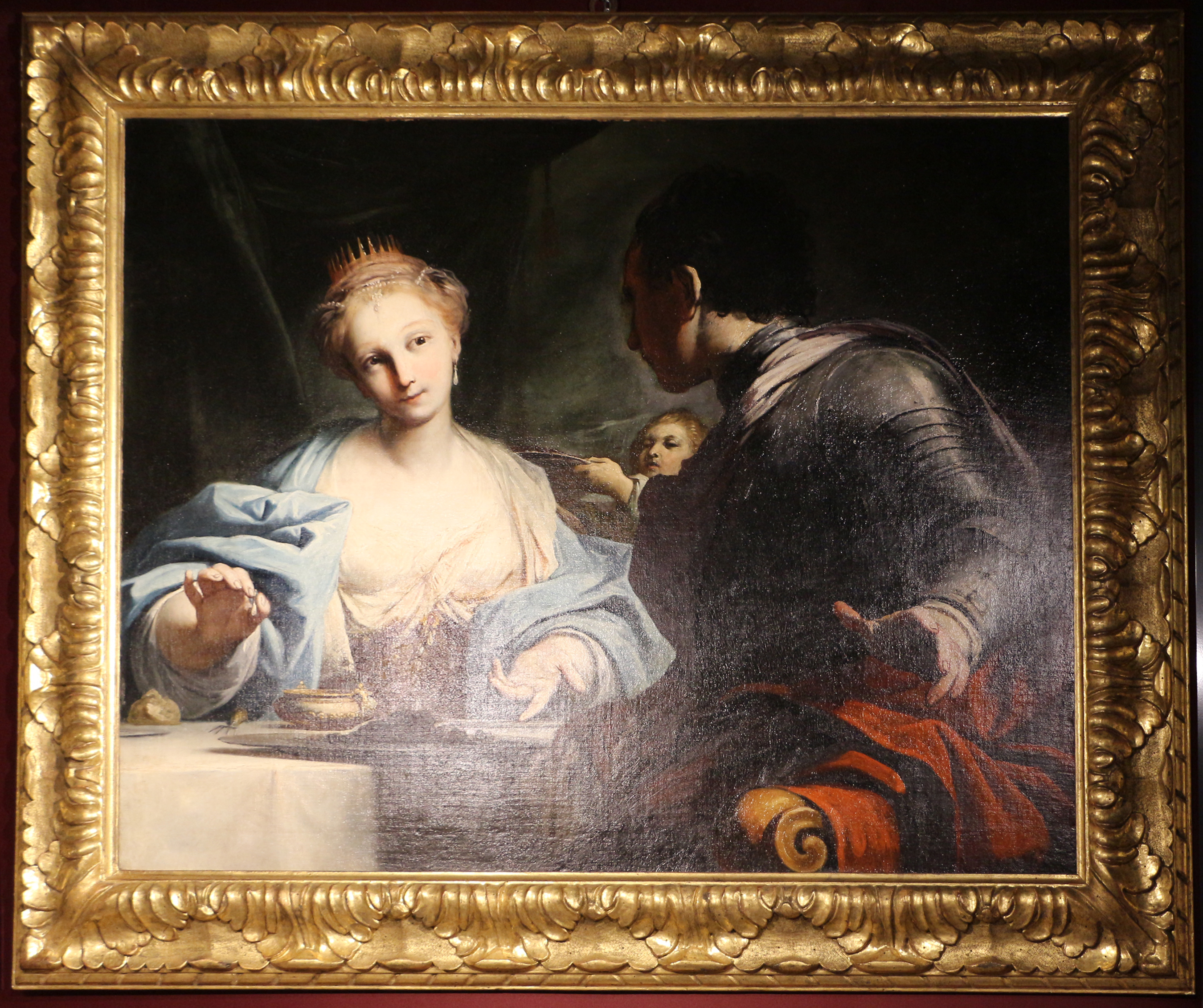
Anthonius and Cleopatra, 1720-30 circa, Brescia, collection privada

Antonio Gionima (Venezia, 1697-Bolonia 1732) fue un pintor italiano de la escuela boloñesa.
Hizo sus primeros estudios bajo la dirección de su padre, Simone, y cuando éste se fue a Alemania los continuó dirigido por Aureliano Milani primero y después por Giuseppe Maria Crespi. Cuando apenas contaba treinta años de edad, pintó para el palacio Rannunzi un gran cuadro que representaba la Historia de Amán, cuadro que tiene el mérito de la invención y un colorido brillantísimo. 
También se elogia mucho un cuadro, San Florián, que fue grabado por Girolamo Mattioli. Igualmente se conservan de este artista varios frescos en la iglesia de los Celestinos. Se considera que Gionima hubiera llegado a ser sin duda una de las glorias de su escuela si una muerte prematura no le hubiera sorprendido con 35 años.